# Hallunda
Hallunda – powierzchniowa stacja sztokholmskiego metra, leży w gminie Botkyrka, w dzielnicy Eriksberg. Na czerwonej linii metra T13, między Norsborgiem a Alby. Dziennie korzysta z niej około 2 600 osób.
Stacja znajduje się między Hallundavägen i Skarpbrunnavägen, na wysokości Hallundaplanu. Posiada jedno wyjście zlokalizowane przy Skarpbrunnavägen 21. 
Otworzono ją 12 stycznia 1975 jako 77. stację w systemie wraz z oddaniem do użytku odcinka Fittja-Norsborg. Posiada jeden peron utrzymany w kolorze zielonym.

## Sztuka
- Wisząca kompozycja z neonów i pleksiglasowych tub przed stacją, Kazuko Tamura, 1993[3]

## Czas przejazdu
| Linia | Stacja   | Czas przejazdu | Stacja                                                    | Czas przejazdu                     |
| T13   | Ropsten  | 43 min         | Liljeholmen Slussen Gamla stan T-Centralen Östermalmstorg | 25 min 31 min 33 min 35 min 37 min |
| T13   | Norsborg | 1 min          | Liljeholmen Slussen Gamla stan T-Centralen Östermalmstorg | 25 min 31 min 33 min 35 min 37 min |

## Otoczenie
W otoczeniu stacji znajdują się:
| - Riksteatern - Folkets hus - Hallundakyrkan - Hallunda centrum - Ljusets kyrka - S:t Georgis Syrisk Ortodoxa kyrka - Blåklinitsskolan - S:t Petrus och Paulus kyrka - S:t Botvids gymnasium - Brunna idrottsplats - Maxihallen | - Botkyrka hallen - Ishall - Kyrkskolan - Wieża ciśnień - Borgskolan - Brunnaskolan - Botkyrka rackethall - Botkyrka friskola - Botkyrka kyrka - Klockargården - Kyrkgården |